# Memories of a Time to Come
Memories of a Time to Come è una compilation del gruppo musicale power metal tedesco Blind Guardian, pubblicata nel 2012.

## Il disco
Con l'eccezione di Sacred Worlds, tutte le tracce presenti sui due dischi sono state remixate. Mentre, Valhalla, The Bard's Song (In the Forest), The Bard's Song (The Hobbit) e And Then There Was Silence sono state ri-registrate.
Il terzo disco, presente solo nell'edizione deluxe, contiene tracce del Demo dei Lucifer's Heritage e altre degli stessi Blind Guardian.

## Edizioni
La versione in LP, edita dalla Nuclear Blast, è suddivisa in 4 dischi e contiene tutte e 31 le tracce.

## Tracce

### Disco 1
1. Imaginations from the Other Side - 7:12
2. Nightfall - 5:35
3. Ride into Obession - 4:47
4. Somewhere far Beyond - 7:34
5. Majesty - 7:31
6. Traveler in Time - 6:02
7. Follow the Blind - 7:12
8. The Last Candle - 6:03

### Disco 2
1. Sacred Worlds - 9:18
2. This Will Never End - 5:08
3. Valhalla - 5:15
4. Bright Eyes - 5:16
5. Mirror Mirror - 5:11
6. The Bard's Song (In the Forest) - 3:28
7. The Bard's Song (The Hobbit) - 3:43
8. And Then There Was Silence - 14:05

### Disco 3
1. Brian - 2:41
2. Halloween (The Wizard's Crown) - 3:22
3. Lucifer's Heritage - 4:36
4. Symphonies of Doom - 4:08
5. Dead of the Night - 3:33
6. Majesty - 7:31
7. Trial by the Archon - 1:45
8. Battalions of Fear - 6:09
9. Run for the Night - 3:36
10. Lost in the Twilight Hall - 6:02
11. Tommyknockers - 5:13
12. Ashes to Ashes - 6:00
13. Time What Is Time - 5:46
14. A Past and Future Secret - 3:48
15. The Script for My Requiem - 6:09